# 麥覺理大學體育及水上運動中心

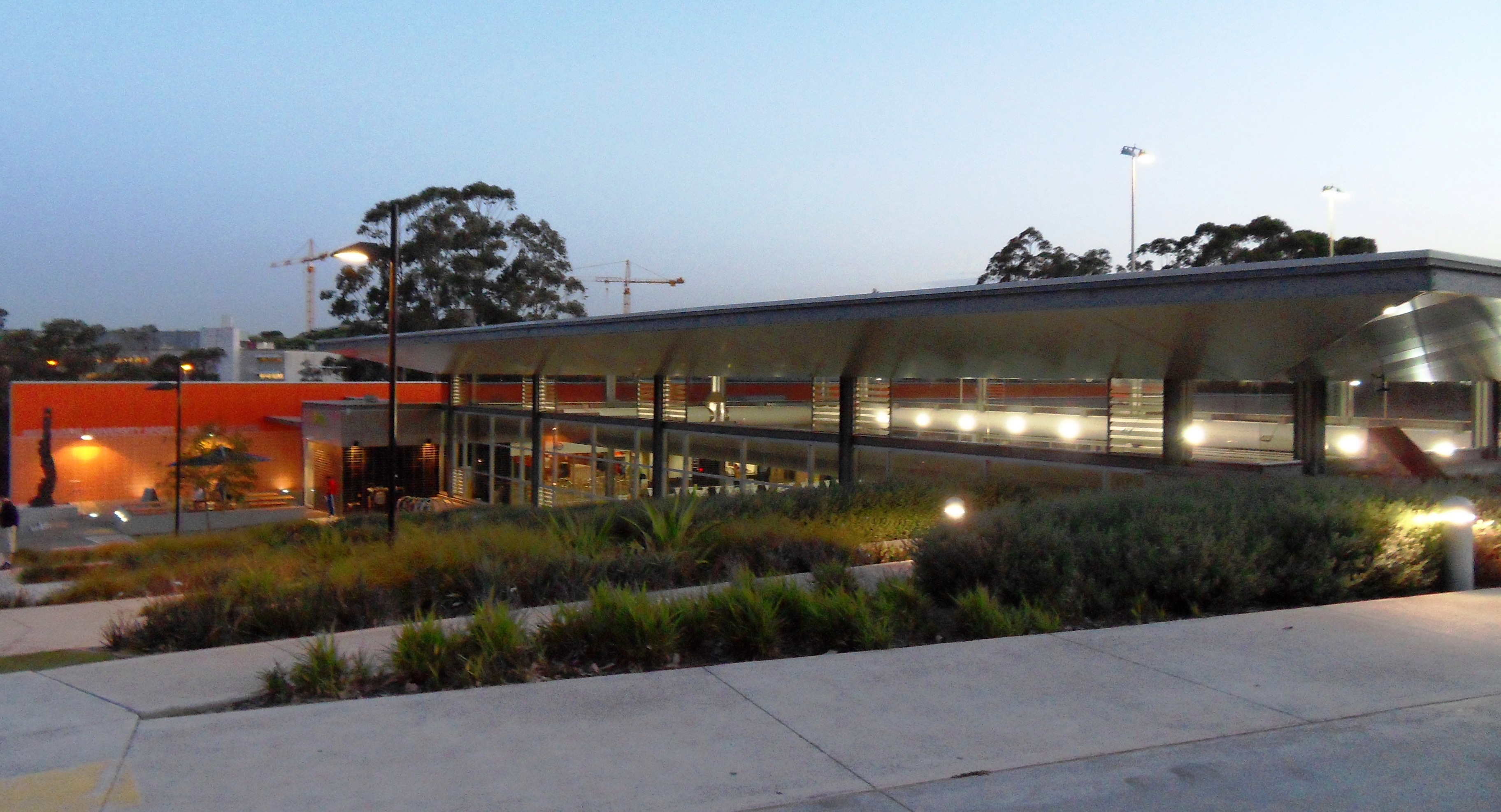
麥覺理大學體育及水上運動中心

麥覺理大學體育及水上運動中心（英語：Macquarie University Sport and Aquatic Centre）是一間坐落於麥覺理大學西北角的一間悉尼最大的綜合運動中心。耗資1700萬澳元興建。於2007年7月正式營業。其水上運動場多次爲澳洲國家游泳隊提供訓練場地，和準備世界級賽事。

## 場館
- 50米標準室外游泳池
- 25米室内游泳池
- 羽毛球, 籃球, 排球同籃網球館
- 健身中心
- 燒烤場
- 瑜珈中心，單車健身中心[4]

## 外部連結
- 麥覺理大學體育及水上運動中心網站